# Питбул
 Тази статия е за породата кучета.  За американския музикант вижте Питбул (музикант).  
Питбул (на английски: Pit Bull) е общо наименование за кучета, включващо породите американски питбул териер, американски стафордширски териер, стафордширски бултериер и всички възможни кръстоски между тях. Понякога към тях се причисляват и американския булдог и бултериера.
Много от тези породи са били първоначално създадени като бойни кучета, а по-късно след забраната за използване на кучета в кървави спортове (1835 г.) се използват в Съединените щати като кучета за улов на полудиви говеда и свине, за охраняване на добитъка или за домашни любимци, въпреки че някои собственици все още ги развъждат и използват за боеве с кучета. Тази практика продължава и до днес, но е незаконно в много страни.

## Описание
Кучетата са средни по големина, като теглото им варира между 15 и 27 кг при мъжките и между 13 и 25 кг при женските. Дължината на тялото малко превишава височината в холката, която е 43 – 53 см.
Питбулите имат широки черепи, добре развити лицеви мускули, както и силни челюсти. Противно на общоприетия мит, питбулите, както и всички останали кучета, не разполагат със „заключващи челюсти“, нямат физиологичен „заключващ механизъм“ в мускулите на челюстта или в костната структура.
Съществуват различни окраски.